# 昆達 (愛沙尼亞)
昆達是愛沙尼亞西維魯縣维鲁-尼古拉市镇的非独立市及行政中心，位於首都塔林以東100公里的芬蘭灣沿岸，海拔高度50米，面積9.85平方公里，始建於1938年，2005年人口3,996。
2017年爱沙尼亚行政改革之前昆达为一个独立的市镇。改革后昆达和其他市镇合并成新的维鲁-尼古拉市镇，从而失去了独立的市镇地位。昆达为新成立的维鲁-尼古拉市镇的行政中心。

## 名人
- 恩斯特·厄皮克：天文學家。

## 外部連結
- 维鲁-尼古拉市镇官方网站 （页面存档备份，存于） （文）